# Один відсоток для планети
«1% для планети» (англ. One Percent for the Planet) — міжнародна спілка бізнесів, члени якої віддають щонайменше один відсоток свого річного виторгу на захист довкілля. Також працює як нетворкінгова платформа: тут бізнеси знаходять партнерів серед місцевих та глобальних екологічних ініціатив.
Станом на 2024 рік «1% для планети» сукупно передала на екологічні проєкти понад 635 мільйонів доларів США.
Появі організації передувало рішення компанії Patagonia віддавати 1 % свого виторгу на збереження й відновлення природного середовища, прийняте у 1985 році. Відтоді компанія пожертвувала понад 140 мільйонів доларів США.
У 2002 році Івон Швінар, засновник Patagonia, разом із Крейгом Метьюзом, власником Blue Ribbon Flies, створили неприбуткову організацію «1% для планети». Її метою стало «заохотити більше компаній жертвувати 1 % від виторгу на екологію». Відтоді до спілки приєдналися понад 110 країн по всьому світу. Значна кількість учасників знаходиться у Франції, Великій Британії, Австралії та Японії.

## Партнери
На 2024 рік до організації входить понад 5200 бізнес-компаній і понад 6700 захисників довкілля.
Серед відомих брендів: платформа фото- і відеоконтенту Flickr, гігант споживчого ринку BIC (приєднався у 2022 році з лінійкою екологічних продуктів), виробник сухих бульйонів Oxo. Серед учасників, представлених в Україні, — американський бренд багаторазового сталевого посуду Klean Kanteen, чеський бренд натурального спортивного харчування Chimpanzee та американський бренд спортивного харчування GU Energy Lab.